# Censure d'Internet au Maroc
 (août 2022).
La censure d'Internet au Maroc est conduite par le biais de plusieurs lois et réglementations, ainsi que par la mise en place de dispositifs restrictifs par les fournisseurs d'accès.

## Contexte
Selon l’ONG Tournons la page, de 2014 à 2022, le continent africain a enregistré pas moins de 142 coupures Internet dans 35 pays différents. Ces coupures ont souvent eu des motivations politiques, comme le blocage des réseaux cellulaires en réaction au vendredi de la colère de la révolution égyptienne de 2011. Ces blocages s'effectuent avec trois méthodes différentes : « kill switch » (réseau indisponible), le blocage de sites ou applications spécifiques, ou le ralentissement important des réseaux internet(« throttling »). Des blocages peuvent avoir lieu sans que les autorités se justifient sur les causes réelles de ces blocages.

## Historique
Le 21 novembre 2005, le Maroc bloque les sites principaux du Polisario (arso.org, spsrasd.info, cahiersdusahara.com, wsahara.net), puis le site anonymiser.com qui permettait de contourner le blocage. À partir de 2006, plusieurs cas de blocages au niveau national de sites grand public laissent penser que le gouvernement marocain applique des mesures de censure.
À partir du 14 août 2006, le site Google Earth devient inaccessible au Maroc. Des hypothèses de censure émergent. Le blocage n'est appliqué que par Maroc Télécom, et prend fin le 23 août 2006.
Le 25 mai 2007, Maroc Télécom bloque, sans annonce publique, l'accès à YouTube, un blocage que les deux autres fournisseurs privés du pays, Wana et Meditel, n'appliquent pas. YouTube redevient accessible le 30 mai 2007, et Maroc Télécom évoque officieusement qu’il s’agissait d’un problème technique. Ce blocage provoque une vague de protestations dans la blogosphère marocaine,, la première dans l'Histoire du pays visant à protéger la liberté d'expression sur internet. Certains blogueurs maintiennent la thèse de la censure alors que le ministre de la communication Nabil Benabdallah nie la responsabilité du blocage, et l’Agence nationale de réglementation des télécommunications (ANRT) également. Seul Maroc Télécom évite de communiquer sur le sujet. Reporters sans frontières et l'Association marocaine des droits de l’homme (AMDH) se saisissent de l'affaire,.
Maroc Telecom a bloqué le site de blogging LiveJournal[réf. nécessaire].
À partir de décembre 2011, plusieurs blogueurs marocains relèvent que le service Skype ne semble plus accessible. Selon Technologix, Maroc Télécom limite la bande passante attribuée à Skype via ADSL pour donner la priorité à sa propre solution d'appels VoIP. Selon Mohammed Cherifi, le service Viber subit le même traitement. En février 2012, le blog Moroccan Geeks affirme, en citant comme source le journal arabe Assabahia, que Maroc Télécom a officiellement reconnu le blocage des services de VoIP.
Le 17 octobre 2013, l'agence nationale de réglementation des télécommunications bloque le site d'information Lakome.com via les FAIs marocaines, ce qui laisse le site disponible depuis l'extérieur du pays. Par solidarité, plusieurs sites miroirs sont mis en place, qui sont eux aussi bloqués au fur-et-à-mesure. Malgré un manque de preuves, certains blogueurs lient ce blocage à l'acquisition supposée en 2012 par le gouvernement marocain de la solution de surveillance et de censure Amesys.
Depuis le 5 janvier 2016, les opérateurs marocains bloquent l'utilisation d'applications VoIP gratuites tels que WhatsApp, Viber, Skype, Facetime, etc. sur 3G/4G, puis sur ADSL quelques semaines après,. Cette décision est justifiée par l'Agence Nationale de Réglementation des Télécommunications (ANRT) par une loi datant de 2004, et a précisé dans un communiqué publier le 7 janvier de la même année que «l'acheminement de tout trafic téléphonique à destination du client final ne peut être assuré que par des exploitants de réseaux publics de télécommunications, dans les conditions fixées par les cahiers des charges des licences dont ils sont attributaires. (...) Les dispositions réglementaires régissant la fourniture des services de téléphonie (Voix sur IP ou autres) sont claires et lesdits services ne peuvent être fournis que par les exploitants détenteurs de licences de télécommunications ». Ce blocage est perçu comme une entorse à l'économie de marché au Maroc, et provoque un bad buzz sur les réseaux sociaux. En octobre 2016, le directeur général de l'ANRT, Azedinne Mountassir Billah, est limogé. En Novembre 2016, et à quelques jours de l'ouverture de la COP22 à Marrakech, les autorités compétentes ont levé le blocage sur la VOIP sous toutes ses formes. L'année suivante, les FAIs publient des résultats financiers annuels en recul qu'ils justifient par le retour de la VoIP et de sa consommation intensive en ressources serveurs.
Un rapport de 2019 sur la liberté sur internet par pays de Freedom House classe le Maroc à la 54ème place sur 65 pays scrutés, ce qui en fait selon l'association un pays « partiellement libre ». En 2022, lorsque l'affaire NSO Group éclate, il apparaît que le Maroc a été le premier client de son logiciel espion Pegasus. Les autorités auraient entre autres surveillé Aminatou Haidar et Omar Radi,.